# Bolsa de Baréin
La Bolsa de Bahréin fue fundada en 1989 con 29 compañías en sus índices. Se caracteriza por una ausencia total de impuestos,[cita requerida]lo que la convierte en una de las bolsas más activas y grandes de la región.[cita requerida]